# Surobi (huyện), Kabul
Surobi là một huyện thuộc tỉnh Kabul, Afghanistan. Dân số thời điểm năm 1999 là 68,843 người.